# Piotr z Malborka
Piotr z Malborka – anonimowy malarz ścienny aktywny w Prusach zakonnych, w Malborku, w latach 1399–1414. Jedyny malarz pomorski okresu gotyku znany ze źródeł, którego prace zachowały się.
Pierwsze prace Piotra powstały prawdopodobnie w Sambii, na sklepieniu prezbiterium kościoła w Judytach, gdzie odkryto inskrypcję z imieniem malarza Peter.
Na przełomie XIV i XV wieku prowadził warsztat malarski na zamku w Malborku, gdzie był na usługach dworu wielkiego mistrza. Księgi rachunkowe z okresu 1399–1409 wymieniają tylko jego osobę, co może wskazywać na istnienie tylko jednej pracowni malarskiej w tym okresie. W 1399 i w 1409 roku wykonał polichromie w tzw. Niskiej Sieni (wić winnej latorośli w strefie sklepiennej). W 1403 wykonał wizerunki wielkich mistrzów, częściowo zachowane na polach tarczowych sklepienia Refektarza Zimowego oraz herb wielkiego mistrza nad wejściem do mieszkalnej części pałacu. W 1405 roku wykonał prace dekoracyjne izby sypialnianej m.in. w strefie sklepiennej gęstą roślinną wić w „typie akantowym”, natomiast od strony północnej na dwóch ścianach tarczowych wizerunki czterech dziewic św. Doroty, św. Katarzyny, św. Barbary i św. Małgorzaty. W 1407 roku wykonał w Refektarzu Zimowym niezachowany portret wielkiego mistrza Konrada von Jungingen. Oprócz prac zamkowych warsztat malarza Piotra wykonywał prace w Kłajpedzie (1399), Nidzicy (1404) i w Ragnecie (1405). Prócz malowideł ściennych malarz Piotr i jego pracownia wykonywała obrazy tablicowe i iluminacje w rękopisach oraz ozdabiała tarcze do zegarów, chorągwie, proporce, tarcze i latarnie.
Innymi pracami przypisywanymi Piotrowi są postacie rycerzy w nawach katedry w Królewcu, malowidła w Rybakach, Welawie, Regnecie, Judytach i przede wszystkim w zamku w Lochstedt. Według niektórych historyków Piotr miał być autorem płyty Kunona von Liebenstein w Nowym Mieście i pracować dla wójta sambijskiego Konrada von Jungingena. Autorstwo prac w Rybakach, Welawie, Regnecie i Judytach jest kwestionowane.